# Fața Cremenii
Fața Cremenii – wieś w Rumunii, w okręgu Mehedinți, w gminie Tâmna. W 2011 roku liczyła 322 mieszkańców.